# Ebern
Ebern este un oraș din Franconia Inferioară, landul Bavaria, Germania.

## Locuri și monumente

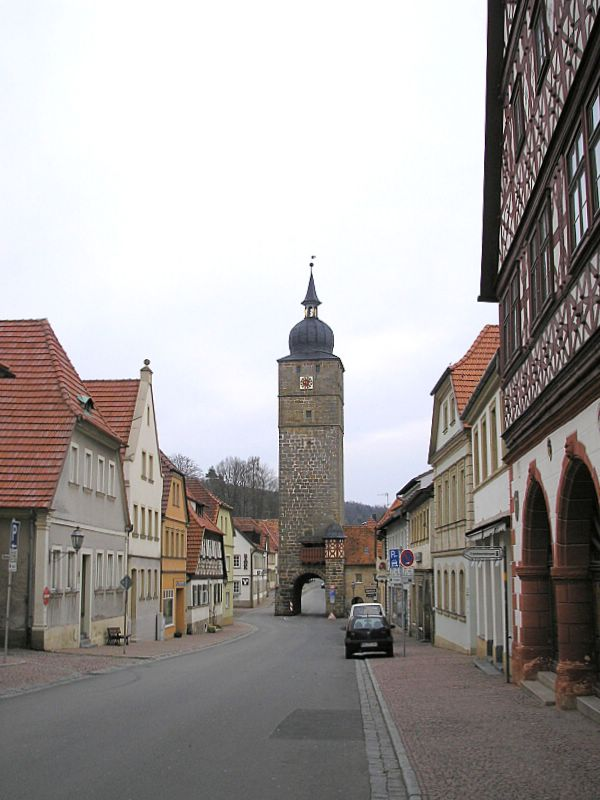
Grautor în Ebern